# Palazzo del Seminario de Lecce
El Palazzo del Seminario es un palacio ubicado en la Piazza del Duomo, en el centro histórico de Lecce.

## Historia
Fue encargado por el obispo Michele Pignatelli al arquitecto Giuseppe Cino, y construido entre 1694 y 1709 en estilo barroco de Lecce.

## Descripción

### Exterior
Se basa en la fachada del Palacio dei Celestini. La fachada monumental consta de una estructura inferior de dos plantas, con una elaboración decorativa articulada, y una tercera planta superior, diseñada por el arquitecto Manieri, más sencilla y lineal.

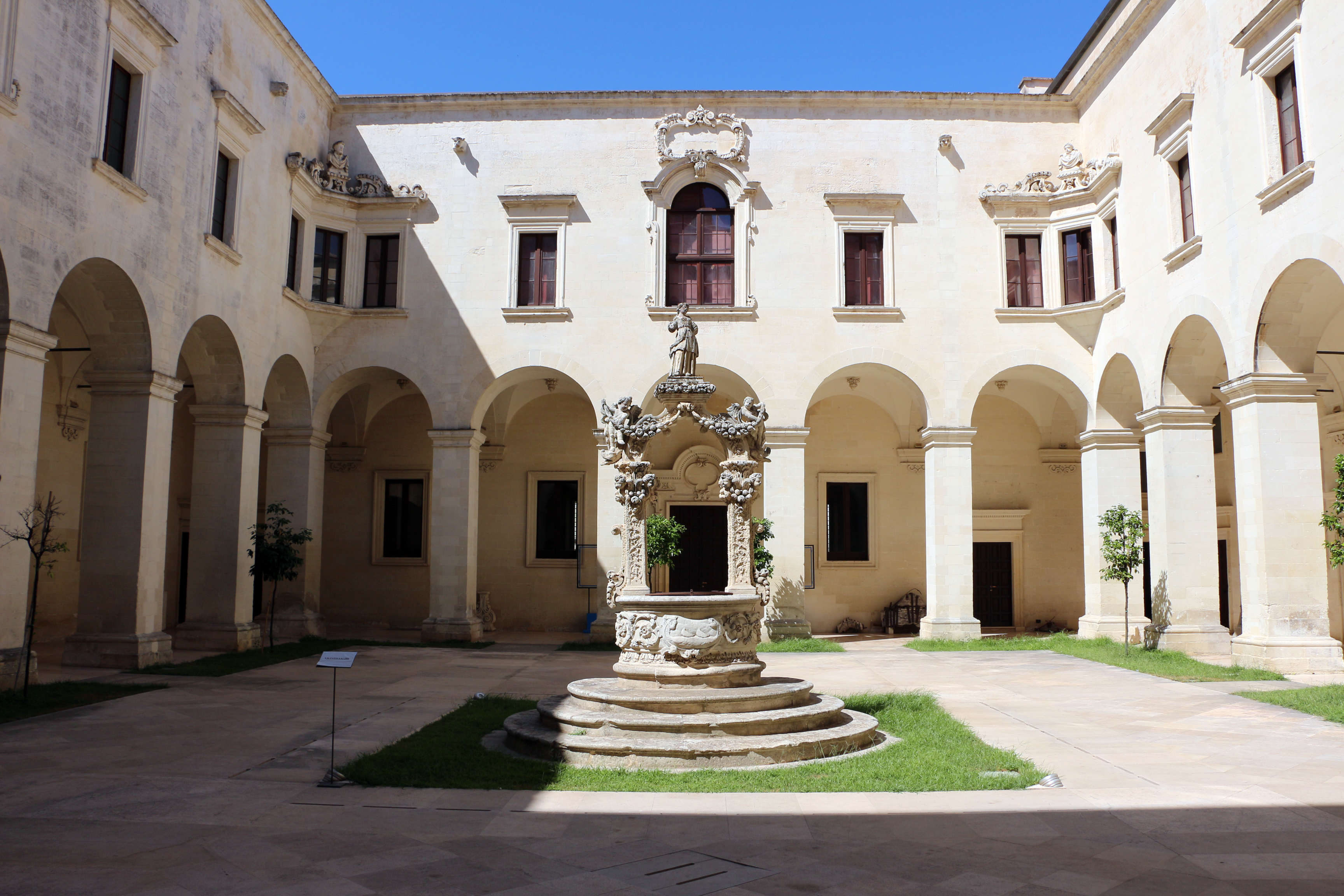
El patio

Las dos plantas inferiores de sillería está marcada por un gigantesco orden de pilastras elevadas por pedestales entre las que se abren dos series de ocho ventanas de rica enmarcación. En el centro el portal de acceso está presidido por un gran balcón con ventana de tres arcos. El orden está coronado por una balaustrada formada por pequeñas columnas intercaladas con pilares.

### Interior

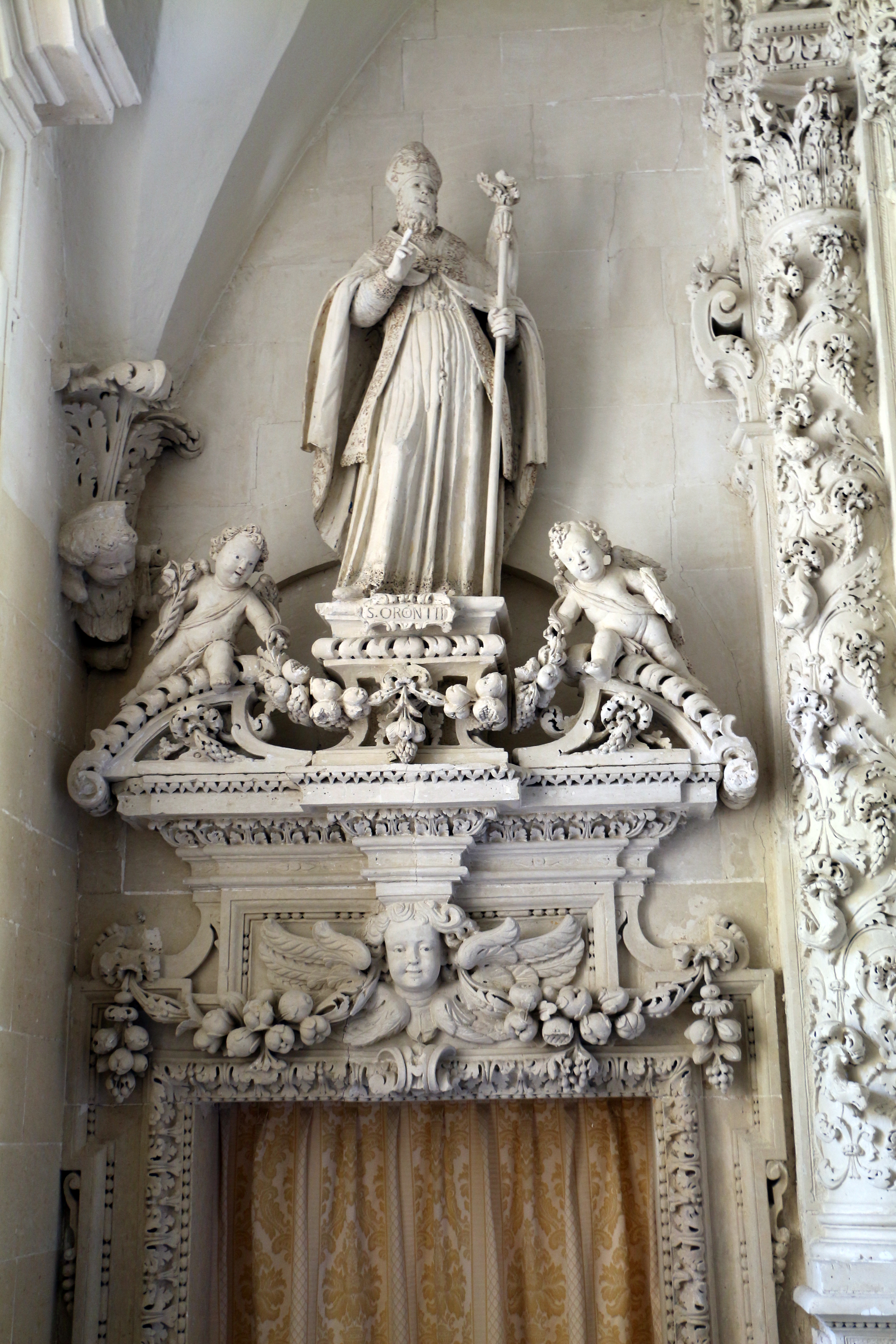
Estucos de la capilla

La entrada alberga en las paredes laterales ocho bustos en piedra de Lecce que representan a los doctores de la Iglesia (San Atanasio, Santo Tomás de Aquino, San Jerónimo, San Ambrosio, San Juan Crisóstomo, San Buenaventura, San Agustín y San Gregorio).
En el centro del atrio hay un pozo decorado a modo de cesta con asa, obra de Cino.
En el interior del palacio hay una capilla de 1696, que conserva pinturas de San Gregorio Taumaturgo de 1696, obra de Paolo de Matteis, de San Vincenzo di Zaragozza y de Santa Domenica.
En el primer piso el edificio alberga el "Museo Diocesano" y la "Biblioteca Innocenziana", llamada así por el nombre que tomó el Papa Inocencio XII, que fue obispo de la ciudad. La biblioteca contiene más de diez mil volúmenes, algunos de los cuales también datan de los siglos XV y XVI.